# M-Cresol
m-Cresol, meta-cresol, 3-cresol ou 3-metilfenol é um composto orgânico semivolátil, é um dos isômeros cresol de fórmula C7H8O e massa molar 108,14 g/mol. É um líquido incolor e viscoso que é intermediário na produção de outras substâncias químicas. É um derivado do fenol, um isômero do p-cresol e o-cresol.

## Produção
Juntamente com muitos outros compostos, m-cresol é tradicionalmente extraído do alcatrão da hulha, os materiais voláteis obtidos na produção de coque do carvão (betuminoso). Este resíduo contém uma pequena percentagem em peso de fenol e cresóis isoméricos. No processo cimeno-cresol, fenol é alquilado com propileno para resultar isômeros de cimeno, os quais podem ser oxidativamente dealquilados (rearranjo de Hock) análogo ao processo do cumeno.